# Cerastium utriense
Cerastium utriense là loài thực vật có hoa thuộc họ Cẩm chướng. Loài này được Barberis mô tả khoa học đầu tiên năm 1988.